# Biscutelleae
Biscutelleae es una tribu de plantas pertenecientes a la familia Brassicaceae. El género tipo es Biscutella L.

## Géneros
- Biscutella L.
- Jondraba Medik. = Biscutella L.
- Megadenia Maxim.